# Siren Charms
Siren Charms es el undécimo álbum de estudio de la banda sueca In Flames. Fue lanzado el 5 de septiembre de 2014 a través de Sony Music Entertainment (y el 9 de septiembre en Estados Unidos).
El octavo tema del disco, "Rusted Nail", fue lanzado como sencillo el 13 de junio de 2014. Poco después de este lanzamiento también se lanzó brevemente un segundo tema nuevo vía internet, 'Through Oblivion'. El 9 de septiembre de 2014, la banda lanzó un nuevo vídeo musical de la canción "Everything's Gone."

## Lista de canciones
| N.º | Título                                       | Duración |  |
| 1.  | «In Plain View»                              | 4:05     |  |
| 2.  | «Everything's Gone»                          | 3:24     |  |
| 3.  | «Paralyzed»                                  | 4:15     |  |
| 4.  | «Through Oblivion»                           | 3:37     |  |
| 5.  | «With Eyes Wide Open»                        | 3:58     |  |
| 6.  | «Siren Charms»                               | 3:05     |  |
| 7.  | «When the World Explodes» (con Emilia Feldt) | 4:39     |  |
| 8.  | «Rusted Nail»                                | 4:55     |  |
| 9.  | «Dead Eyes»                                  | 5:23     |  |
| 10. | «Monsters in the Ballroom»                   | 3:53     |  |
| 11. | «Filtered Truth»                             | 3:31     |  |

NotaLa duración de los temas contiene 2 segundos de silencio extra entre sí en la versión física del álbum.
| Deluxe Edition |                  |          |  |
| N.º            | Título           | Duración |  |
| 12.            | «Become the Sky» | 4:01     |  |

Edición iTunes
| iTunes Edition |             |          |  |
| N.º            | Título      | Duración |  |
| 12.            | «The Chase» | 4:57     |  |

## Créditos
In Flames
| - Anders Fridén – voz - Björn Gelotte – Guitarra - Niclas Engelin – Guitarra - Peter Iwers – Bajo - Daniel Svensson – Batería Músicos adicionales - Örjan Örnkloo – teclados - Emilia Feldt – voz (7) - The Head Jester Choir – coros (8) - Martin Rubashov – voces adicionales (9) | Personal adicional - Erik Jaime – dirección artística - Andreas Werling – dirección artística, diseño - Blake Armstrong – arte de la carátula, ilustraciones - In Flames – coproducción - Arnold Lindberg – edición de la batería adicional - Roberto Laghi – ingeniería, producción - Daniel Bergstrand – ingeniería, producción - Jez Hale – manejo - Tom Coyne – masterización - Michael Ilbert – mezclas |

## Posicionamiento
| Listas (2014)                         | Posición |
| ------------------------------------- | -------- |
| Australia (ARIA)                      | 33       |
| Austria (Ö3 Austria)                  | 7        |
| Bélgica (Ultratop flamenca)           | 62       |
| Bélgica (Ultratop valona)             | 68       |
| Canadá (Billboard Canadian Albums)    | 12       |
| Dinamarca (Hitlisten)                 | 28       |
| Finlandia (Suomen Virallinen Lista)   | 1        |
| Francia (SNEP)                        | 87       |
| Alemania (Offizielle Top 100)         | 7        |
| Japanese Albums (Oricon)              | 23       |
| Noruega (VG-lista)                    | 6        |
| Escocia (Scottish Albums Chart)       | 38       |
| España (PROMUSICAE)                   | 60       |
| Suecia (Sverigetopplistan)            | 1        |
| Suiza (Schweizer Hitparade)           | 9        |
| Reino Unido (UK Albums Chart)         | 52       |
| UK Rock & Metal Albums (OCC)          | 4        |
| Estados Unidos (Billboard 200)        | 26       |
| Estados Unidos (Independent Albums)   | 6        |
| Estados Unidos (Top Hard Rock Albums) | 1        |
| Estados Unidos (Top Rock Albums)      | 6        |